# Moravsko-slezská hranice
Moravsko-slezská hranice je historická zemská hranice oddělující Moravu a Slezsko. Prochází Českem na území Moravskoslezského a  Olomouckého kraje, ve kterém je součástí 21 km dlouhé části česko-polské státní hranice (mezi Moravou a Kladskem, v úseku od Králického Sněžníku po Smrk). V rámci Česka již nemá zvláštní administrativní význam, dodnes ji však zpravidla sledují katastrální hranice a místy i hranice okresní. 
Je ze značné části přirozená (vedená po horských hřebenech nebo vodních tocích), jinde však vede velmi komplikovaně včetně několika enkláv. Prochází mj. skrz města Ostravu nebo Frýdek-Místek.

## Historie

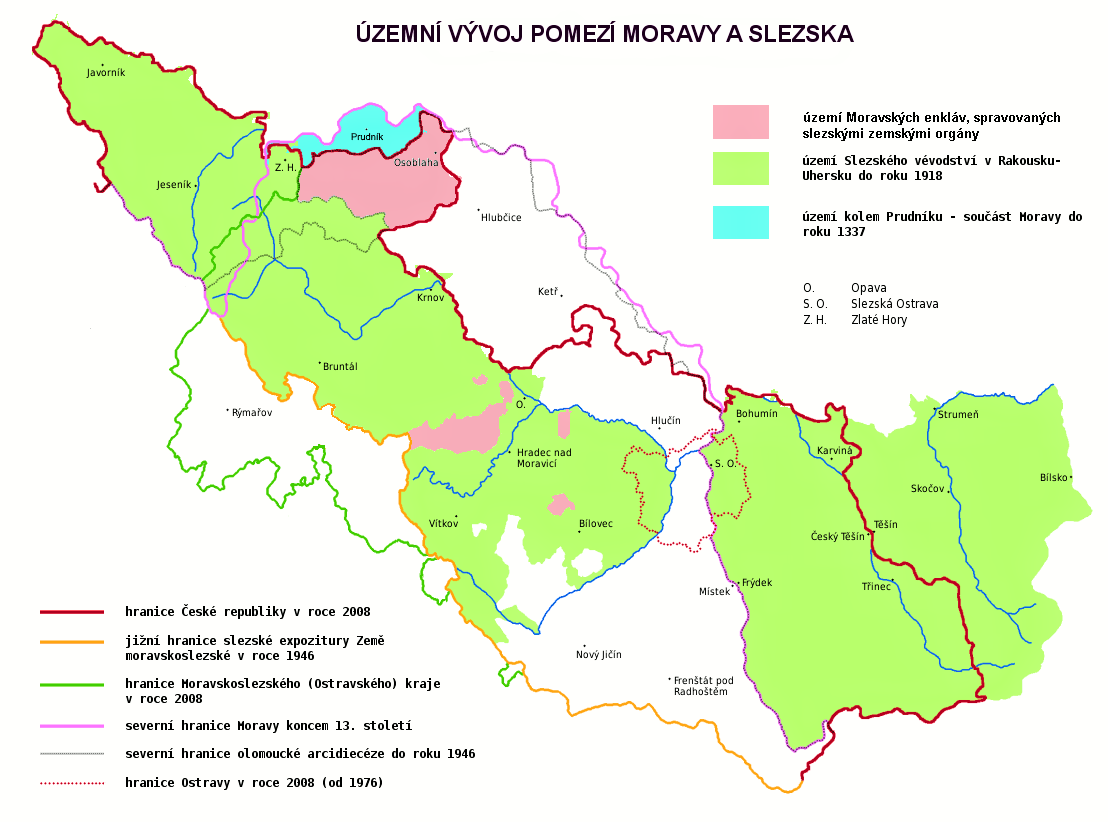
Územní vývoj na moravsko-slezském pomezí

V raném středověku nebyla hranice jasně vymezena. Na území pozdějšího Opavska a Těšínska se nacházela slezská hradiště Holasiců. Ta však byla pod silným tlakem výbojů Velké Moravy a na sklonku 9. století byla mnohá vypálena pravděpodobně Svatoplukem I. Na přelomu 10. a 11. století ovládl první polský král Boleslav I. Chrabrý nejen Slezsko s územím Holasiců, ale dokonce celou Moravu. Na základě Quedlinburského míru z roku 1054 připadlo Holasicko českým vládcům, přesto celé 11. století bylo obdobím sporů o toto území. V roce 1137 vypořádal hranice českého a polského království Kladský mír. V roce 1182 vzniklo Markrabství moravské, jehož území údajně zasahovalo i do dnešního Slezska. Podle některých historiků byla Holasická provincie součástí Olomouckého údělu, podle jiných nikoliv. Zcela jistě však došlo k rozpadu kmene Holasiců a začínalo se hovořit o Opavsku a Těšínsku. 
V roce 1269 udělil Přemysl Otakar II. svému nemanželskému synovi Mikulášovi (1255–1318) Opavsko v léno. Nesložil však lenní slib, ten učinil roku 1318 jeho syn, Mikuláš II. Opavský do rukou českého krále Jana Lucemburského. Opavské knížectví bylo tedy pod vládou vedlejší větve Přemyslovců, přímo podřízené českému králi jakožto lénnímu pánu, a opavský kníže měl rovnocenné postavení s markrabětem moravským.   
Těšínsko bylo pod vládou Piastovců. V roce 1327 složil Kazimír I. Těšínský lenní slib králi Janu Lucemburskému a Těšínské knížectví se taktéž stalo součástí Koruny království českého. Za Jana Lucemburského i ostatní hornoslezská knížata složila lenní hold českému králi.  
V roce 1344 vzniklo Niské knížectví, taktéž podřízené českému králi. 
Tato tři slezská knížectví tak od poloviny 14. století tvořila hranici Slezska s Moravou.  
Války o rakouské dědictví vedly k rozdělení Slezska mezi Prusko a Habsburskou monarchii roku 1742. Dělení Slezska se nejvíce dotklo právě těchto tří knížectví, které byly rozděleny, avšak na moravsko-slezskou hranici to nemělo vliv. Do roku 1775 bylo na moravsko-slezské hranici vybíráno clo. Mezi lety 1742 a 1782 byl pro Slezsko vytvořen správní královský úřad v Opavě. Od roku 1850 se stalo rakouské Slezsko jednou z korunních zemí, čímž získalo až do roku 1928 rovnoprávné právní postavení s Čechami i Moravou. Roku 1861 byl ustaven vlastní Slezský zemský sněm. Následný neúspěšný československý pokus o správní reformu formou župního zřízení ve svém uspořádání hranice Slezska nereflektoval. Samostatná země Slezská definitivně zanikla roku 1928 sloučením s Moravou do země Moravskoslezské. Po druhé světové válce fungovala do roku 1949 Slezská expozitura země Moravskoslezské, poslední útvar samosprávy, který Slezsko reflektoval (patřila však do ní i část historické Moravy). 
Hranici Slezska v některých úsecích chybí přirozené geografické vymezení, na mnoha místech kopírovala komplikované hranice panství, uvnitř Slezska existovala dokonce celá řada moravských enkláv. Jinde hranici tvoří koryta řek, která tak někdy rozdělovala některé městské aglomerace. Ani etnicky se obě strany hranice nijak zvlášť nelišily, na obou stranách žilo slovanské i německé obyvatelstvo.
Jako zemská hranice přestala moravsko-slezská hranice existovat k 1. prosinci 1928, kdy bylo České Slezsko pro svou malou velikost a za účelem omezení vlivu zdejší početné německé menšiny spojeno s Moravou do Země Moravskoslezské, nadále však v celém svém průběhu tvořila hranici některých politických okresů této nové země. Po druhé světové válce byla hranice podél řeky Ostravice už jen hranicí mezi několika soudními okresy. Roku 1949 bylo zemské zřízení definitivně zrušeno a hranice krajů a okresů vzniklých roku 1949, 1960 a 2000 pak už historicky vzniklou moravsko-slezskou zemskou hranici nerespektovala vůbec. V dnešních mapách hranice nebývá vyznačena, je však možno ji sledovat např. na Historické mapě serveru mapy.cz.

## Obce po obou stranách hranice
Přehled obcí, jejichž území se rozkládá po obou stranách moravsko-slezské hranice (její poslední podoby platné v 19. a 20. století, bez zohlednění tzv. moravských enkláv), v pořadí od severozápadu k jihovýchodu. Hvězdička označuje obce, kde zemská hranice není dodržena ani na úrovní katastrálních území (k.ú.):
- *Ostružná – na Moravě, osada Ramzová (bez vlastního k.ú.), převážně ve Slezsku
- Malá Morávka – jádro ve Slezsku, část Karlov pod Pradědem na Moravě
- *Moravskoslezský Kočov – část Moravský Kočov na Moravě (s přesahem k.ú. do Slezska), část Slezský Kočov ve Slezsku
- *Bruntál a *Mezina – ve Slezsku, k.ú. okrajově zasahují na Moravu
- *Leskovec nad Moravicí – ve Slezsku, k.ú. okrajově zasahuje na Moravu
- Jakartovice – převážně ve Slezsku, část Hořejší Kunčice a k.ú. Kerhartice a Medlice na Moravě
- Odry – ve Slezsku kromě části Pohoř na Moravě
- *Vražné – Dolní Vražné na Moravě, Horní Vražné ve Slezsku (v rámci jednoho k.ú.), část Hynčice celá ve Slezsku
- Fulnek – jádro na Moravě, části Děrné, Dolejší Kunčice, Jílovec, Lukavec a k.ú. Slezské Vlkovice ve Slezsku
- Březová – ve Slezsku kromě části Gručovice na Moravě
- *Studénka – jádro ve Slezsku, části Butovice (enkláva) a Nová Horka na Moravě, hranice k.ú. neodpovídají přesně zemské hranici
- Ostrava – část města mezi Odrou a Ostravicí na Moravě, zbytek ve Slezsku, konkrétně:
  - na Moravě: městské obvody Hrabová, Mariánské Hory a Hulváky, Moravská Ostrava a Přívoz, Nová Bělá, Nová Ves, Ostrava-jih, Proskovice, Stará Bělá, Vítkovice
  - v opavském Slezsku: Krásné Pole, Martinov, Plesná, Polanka nad Odrou, Poruba, Pustkovec, Svinov, Třebovice
  - v Těšínském Slezsku: Michálkovice, Radvanice a Bartovice, Slezská Ostrava (kromě k.ú. Antošovice a Koblov)
  - na Hlučínsku (bývalé pruské Slezsko): Antošovice, Koblov, Hošťálkovice, Lhotka, Petřkovice
- Frýdek-Místek – části Chlebovice, Lysůvky a Místek na Moravě, části Frýdek, Lískovec a Panské Nové Dvory ve Slezsku
- Baška – jádro ve Slezsku, části Hodoňovice a Kunčičky u Bašky na Moravě
- Frýdlant nad Ostravicí – jádro na Moravě, části Lubno a Nová Ves ve Slezsku
- Ostravice – jádro na Moravě, k.ú. Staré Hamry 2 ve Slezsku
- Staré Hamry – jádro ve Slezsku, k.ú. Ostravice 2 na Moravě

Úsek historické hranice po Odře a Ostravici (od Ostravy dále) je na úrovni k.ú. v zásadě dodržen, vyskytují se však drobné odchylky způsobené narovnáním hranic podle zregulovaného koryta apod.

## Průběh hranice

### Hrubý Jeseník
Trojmezí, na němž se stýká současná česko-polská státní hranice s bývalou hranicí moravsko-slezskou, se nachází v Rychlebských horách kousek západně od vrcholu Smrk (1127 m, Fichtlich). Přes něj a vrch Klín (983 m) se hranice spustila po hřebenu jihovýchodním směrem do Ramzovského sedla, kde ji jižně od osady Ramzová křížila stará kupecká stezka z Moravy do Slezska. Dále vedla po hlavním hřebeni Hrubého Jeseníku, tj. přes Šerák (1351 m, Hochschaar), Keprník (1423, Köpernik Glaser) a Červenou horu (1333 m, Rothe Berg) do Červenohorského sedla, přes Výrovku (1167 m), Velký Jezerník (1309 m) a Praděd (1491 m, Altvater) na Vysokou holi (1465 m, Hohe Haide).
Odtud sestoupila k prameni řeky Moravice (Mohra), po níž běžela na jihovýchod, přičemž oddělovala Karlov pod Pradědem (na moravské straně) od Malé Morávky (na slezské straně). Po toku řeky pokračovala hranice až k Dolní Moravici, kde proti ústí Jeleního (Mlýnského) potoka Moravici opouštěla. Hranice pak běžela po hřebeni až k Malé Štáhli (Klein Stohl), kterou obtáčela z východu a směřovala dál na jihovýchod severně od vrchu Smrk (697 m, Fichtenberg). Jihovýchodně od Smrku se hranice stáčela na sever, východně od Václavova u Bruntálu překračovala Kočovský potok a běžela až k Důlnímu potoku. Po něm chvíli pokračovala k východu, pak tím směrem dál až ke Kočovu, kde rozdělovala dnešní Moravskoslezský Kočov na Moravský a Slezský Kočov. Před vesnicí Mezina se stočila na jih a dospěla pak přes vrch Návrší (677 m, Tielberg) k řece Moravici, východně od Valšova.

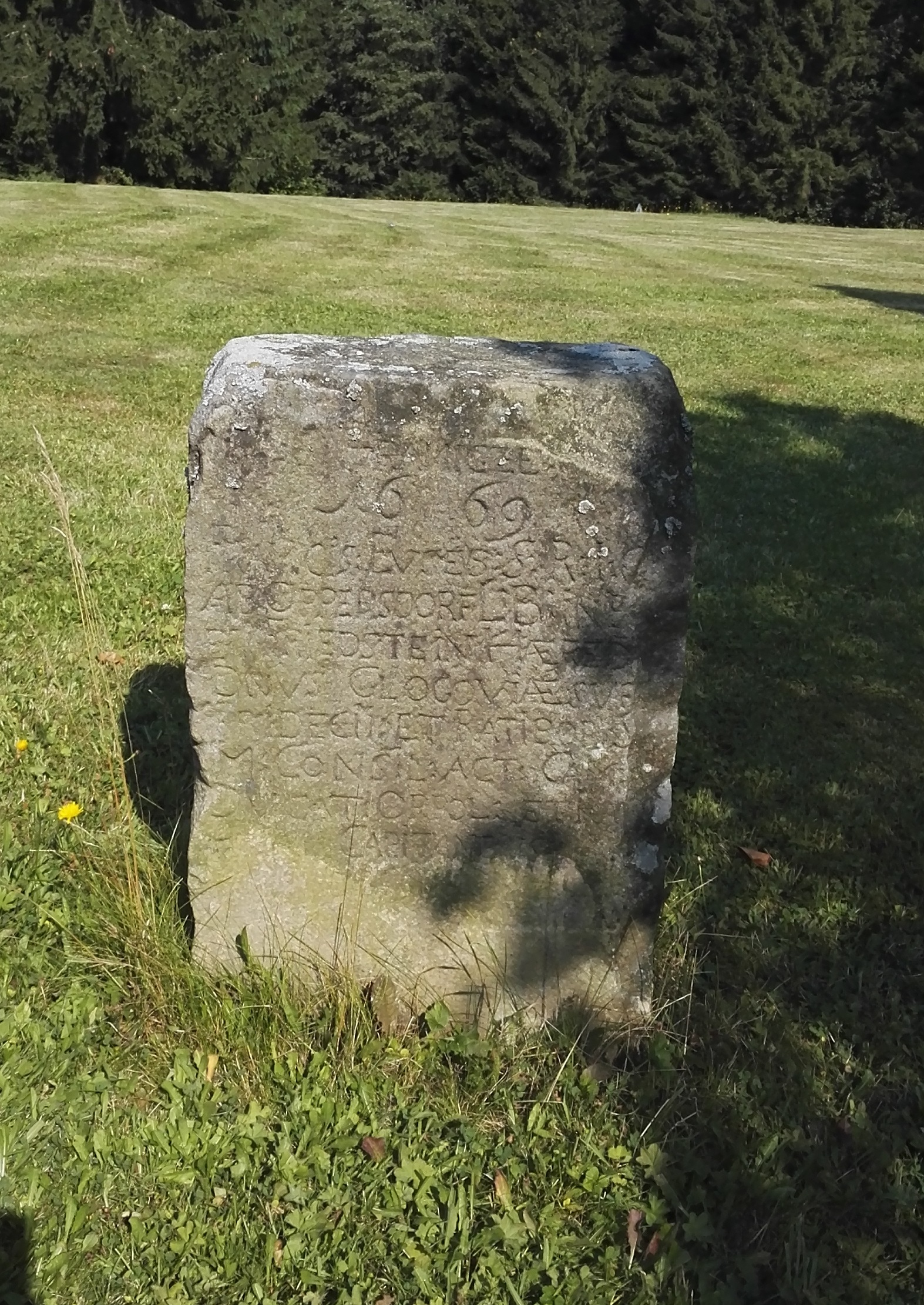
Hraniční kámen z frýdeckého panství z roku 1669 označoval hranici mezi Slezskem a Moravou

### Nízký Jeseník
Po toku Moravice (nyní středem vodní nádrže Slezská Harta) pak hranice pokračovala až ke Slezské Hartě. Hned za Slezskou Hartou se stočila na severovýchod mezi Hořejšími Kunčicemi (Kunzendorf) a Bohdanovicemi (Boidensdorf). Severovýchodně od Hořejších Kunčic se nejprve stočila na jihovýchod k potoku Deštné a pak po Hůreckém potoku k jihu, dál na jih východně od Kerhartic až k Moravici (dnes je v těch místech vodní nádrž Kružberk). Tu překročila stále směrem k jihu, jen mírným západním obloukem se přiblížila východně k Budišovu nad Budišovkou (Bautsch). Nedaleko Budišova na jihovýchodě se hranice napojila na říčku Budišovku (Dürre Bautch) a po ní běžela až k jejímu soutoku s Odrou až k pomezí mezi vesnicemi Klokočůvek (Klein Glockersdorf) a Heřmánky (Hermsdorf), 6 km jižně od Vítkova (Wigstadtl).

### Hranice kolem horní Odry
Odsud byl průběh hranice spletitější. Hranice se jihovýchodně od Klokočůvku, v místech, kde se do Odry vlévá Bralný potok, odchyluje od Odry a pokračuje nejprve lesem k dalšímu přítoku Odry, Suché a pak proti jejímu proudu. Východně od Luboměře hranice opustila Suchou a stočila se na jihovýchod, probíhala pak jižně pod slezskými obcemi Dobešov (Dobischwald), Veselí (Wessiedl) a Hynčice (Hetnzendorf), směrem na moravskou Hrabětici (Blattendorf), kde se dotkla Hrabětického potoka. Od něj se stočila na severozápad, rozdělovala Vražné (Petersdorf) na severní moravskou část (Dolní Vražné) a jižní slezskou část (Horní Vražné) a směřovala k osadě Emauzy. Před ní však krátce zabočila k severu, poté k východu a dospěla k Odře, po ní pak plynula dál k jihovýchodu jižně od slezských Mankovic do místa, kde se tok Odry obrací k severovýchodu. Tam Odru hranice opustila a vydala se severozápadním směrem k Pohoři, před kterou však zabočila a pokračovala lesem jihozápadním směrem opět k Odře, jihovýchodně od slezského města Odry (Odrau), naproti Emauzskému rybníku. Vzápětí Odru opět opustila, směřujíc k severu východně od Oder po západním okraji lesa, který obklopuje ves Pohoř, a pokračovala k silnici na Fulnek, kterou za osadou Hvězdová (Pochel) překročila a probíhala po jejím západním okraji až se dotkla potoka, který silnici kříží.
Po tomto potoku hranice dospěla k Husímu potoku západně od Jerlochovic (Gersldorf). Pokračovala proti jeho proudu ke slezským Dolejším Kunčicím (Kunzendorf), které míjela na jihovýchodě, a cestou oddělovala Moravské Vlkovice od Slezských Vlkovic (dnes spojeny do jedné obce). Od Dolejších Kunčic běžela severovýchodním směrem, západně od vesnice Vrchy (Wattersdorf), dokud nepřeťala východně od Jančí (Janitsch) silnici z Fulneka do Hradce nad Moravicí a po jejím východním okraji pak běžela směrem k Březové. Nejsevernější obcí fulneckého výběžku Moravy do Slezska byly Gručovice (Groitsch), takže se hranice před Březovou stáčela na sever Gručovic a pak je obkružovala i z východu a mířila zpět na jih směrem na Fulnek. Jihovýchodně od Gručovic šla po Nadějovském potoku, pak přešla na Vršský potok a k Fulneku dospěla po říčce Gručovce, do níž se Vršský potok vlévá, přičemž od Fulneka na východě oddělovala část zástavby (s nádražím).
Jižně od Fulneka hranice šla k severovýchodu směrem na Bílovec až k Pohořílkám (Schimmelsdorf), kde se na sever od nich v pravém úhlu stočila k jihovýchodu a pak k jihu a západně od slezského Pustějova (Petrovitz) dospěla k dolnímu toku Husího potoka (dříve Grušovky) a spolu s ním vzápětí opět a naposledy k řece Odře, jižně od Pustějova, nedaleko Horního bartošovického rybníka.
Průběh hranice mezi Klokočůvkem a Pustějovem byl ještě zpestřen dvěma enklávami:
- Menší z nich byla osada Nové Vrbno (Neu Werben) na třetině cesty mezi Vítkovem a Fulnekem, ve tvaru tučné šipky směřující k severovýchodu (dnes součást Větřkovic; na jejich jižním okraji).
- Větší z nich byly Butovice (Botenwald) severovýchodně od Pustějova a západně od Studénky, ve tvaru muffinu (?) se základnou rovnoběžnou s řekou Odrou (dnes součást Studénky).

### Hranice na Odře a Ostravici
Od soutoku Husího potoka s Odrou byl naopak průběh hranice relativně jednoduchý:
Hranice vedla po toku Odry nebo kolem něj různě oscilovala až téměř k soutoku Odry s Ostravicí, který však ponechávala ve Slezsku. Odtud pak vedla na jihovýchod proti toku Ostravice nebo kolem něj oscilovala, do Beskyd až k pramenu Černé Ostravice, odkud po několika desítkách metrů přecházela přímo na slovenskou (uherskou) hranici. Trojmezí moravsko-slezsko-slovenské (původně uherské) se nacházelo na hřebeni Moravskoslezských Beskyd jižně od Bílého Kříže.
Dnešní město Ostrava bylo původně několika sídly, oddělenými tokem Odry a Ostravice: směrem do Slezska vybíhal klín moravského území, v němž se nacházela Moravská Ostrava, Vítkovice, Mariánské Hory, Hrabůvka, Hrabová, Zábřeh, Vyškovice, Přívoz, Hulváky, ve Slezsku na levém břehu Odry se nacházely Polanka nad Odrou, Svinov, Poruba, Třebovice, Petřkovice, na pravém břehu Ostravice Slezská Ostrava, Muglinov, Radvanice, Kunčice.
Také dnešní Frýdek-Místek, rozdělený na dvě části Ostravicí, byl původně dvěma městy, slezským Frýdkem a moravským Místkem.
Za zmínku ještě stojí, že úsek na Odře mezi soutokem s Opavou a Ostravicí, tvořil od Vratislavského míru z 11. června 1742 až do roku 1918 hranici mezi Rakouskem a Pruskem. Od roku 1818 byl na západě moravsko-slezskou hranicí i hřebenový úsek mezi Smrkem v Rychlebských horách a Králickým Sněžníkem (1424 m, Spieglitzer Schneeberg), tvořící do té doby hranici mezi Moravou a Kladskem, které do vratislavského míru bylo součástí Čech (a v Prusku pak ještě dlouho tvořilo zvláštní zemi).